# Кведа Сацумбо
Кведа Сацумбо (груз. ქვედა საწუმბო) — село в Грузії.
За даними перепису населення 2014 року в селі проживає 318 особи.